# Andrea Lazzari (calciatore)
Andrea Lazzari (Bergamo, 3 dicembre 1984) è un allenatore di calcio ed ex calciatore italiano, di ruolo centrocampista, collaboratore tecnico della Vigor Senigallia.

## Caratteristiche tecniche
È un giocatore duttile, può giocare sia come interno sinistro di centrocampo che come trequartista, abbinando una notevole resistenza fisica ad un'ottima tecnica.

## Carriera

### Club

#### Gli inizi all'Atalanta e gli anni in prestito
Cresciuto nelle giovanili dell'Atalanta, dopo aver percorso tutto il vivaio, viene aggregato alla prima squadra nel 2002-2003 ed esordisce nella stagione seguente in Serie B, dove colleziona solo 6 presenze, ma conquistando la promozione in Serie A al termine della stagione.
Il 22 settembre 2004 debutta nel massimo campionato, nel 2-3 interno con l'Inter (2-3). In questa stagione si laurea capocannoniere della Coppa Italia con 9 reti, 5 delle quali segnate alla Juventus negli ottavi. Il 1º maggio 2005, in una sconfitta contro l'Udinese, marca anche il primo gol in A.
Nella stagione successiva, in Serie B, gioca 30 partite segnando 4 gol, al termine della quale si è trasferito in prestito al Cesena, in Serie B, dove ha giocato 14 gare segnando una rete; nel mercato di riparazione di gennaio 2007, è stato girato, sempre in prestito, al Piacenza dove ha siglato 3 gol in 13 partite.
Tornato a Bergamo nell'estate 2007, è stato mandato in prestito al Grosseto, con cui ha segnato otto reti in 40 partite. Del periodo con la squadra toscana è da ricordare un suo gol in Grosseto-Piacenza (2-1) con un tiro da centrocampo che si insacca alle spalle del portiere avversario Mario Cassano.

#### Cagliari
Il 9 luglio 2008 Lazzari viene acquistato dal Cagliari in comproprietà per 1800000 €, segnando il suo primo gol con la maglia numero dieci rossoblu il 19 aprile 2009 portando i sardi sul 2-0 contro il Napoli. A fine campionato, il centrocampista ha guadagnato il ruolo da titolare marcando due reti in 36 presenze; in quella successiva, dopo aver segnato altri sei gol in 33 gare, il Cagliari acquista dall'Atalanta anche la seconda metà del cartellino del giocatore, versando nelle casse del club bergamasco ulteriori 2 milioni di euro.
Nella stagione 2010-2011 segna il suo primo gol in campionato contro la Roma nella 2ª giornata, siglando il definitivo 5-1 dei rossoblu.

#### Fiorentina
Il 22 luglio 2011 viene acquistato dalla Fiorentina a titolo di compartecipazione per 3 milioni di euro firmando un contratto della durata di tre anni, con un'opzione sul quarto anno, da circa 800 000 euro a stagione.
Il 30 ottobre 2011 decide la sfida interna contro il Genoa (1-0), siglando il suo primo gol in maglia viola.
Il 25 aprile 2012 un suo gol nei minuti di recupero decide la sfida allo stadio Olimpico contro la Roma (1-2) regalando ai viola un successo che in casa giallorossa mancava da vent'anni.
Il 23 giugno 2012, dopo non aver trovato un accordo per la risoluzione della comproprietà, la Fiorentina lo riscatta alle buste, per 1,5 milioni di euro.

#### Udinese
Il 30 agosto 2012 viene ufficializzato il suo trasferimento in prestito con diritto di riscatto sulla comproprietà all'Udinese.
Al suo esordio con la nuova maglia, il 2 settembre 2012, segna il gol dell'1-4 contro la Juventus allo stadio "Friuli".
Il 5 luglio 2013 viene ufficializzato il rinnovo del prestito per un'altra stagione. L'8 agosto 2013, nella partita di Europa League 2013-2014 contro il Široki Brijeg, realizza un gol dalla propria metà campo.

#### Carpi e Bari
Dopo essersi svincolato dalla Fiorentina, il 20 luglio 2015 sigla un accordo annuale con il Carpi (neopromosso in A). Il 23 agosto è autore del primo gol degli emiliani in massima serie, nella sconfitta per 5-2 con la Sampdoria: durante la gara, fallisce anche un rigore.
Il 1º febbraio 2016, ultimo giorno del calciomercato invernale, viene ufficializzato il suo trasferimento a titolo definitivo al Bari, in Serie B.
Il 9 aprile, subentrato nel secondo tempo segna la sua prima rete in maglia biancorossa al 95º minuto della partita in trasferta a Livorno, fissando il risultato sull'1-2.

#### Pisa, Fano e Vigor Senigallia
Rimasto svincolato, dal settembre 2016 inizia ad allenarsi con il Pisa neopromosso in Serie B, società con la quale si lega ufficialmente il 1º ottobre successivo. Dopo una sola stagione, il 6 ottobre 2017 si lega in modo ufficiale al Fano, in Serie C. Dopo due stagioni passa all'Unione Sportiva Vigor Senigallia in Eccellenza.

### Nazionale
Dal 2004 al 2007 ha fatto parte della rosa della Nazionale Under-21, siglando 2 reti in 9 presenze. Ha partecipato al Campionato europeo di calcio Under-21 2007 senza mai scendere in campo.
Il 6 agosto 2010, a 25 anni, ottiene la prima convocazione nella Nazionale italiana da parte del nuovo CT Cesare Prandelli, per la partita amichevole contro la Costa d'Avorio del 10 agosto. Successivamente è stato convocato anche per altre gare senza essere però stato schierato.

## Statistiche

### Presenze e reti nei club
| Stagione                | Squadra                 | Campionato              | Campionato | Campionato | Coppe nazionali | Coppe nazionali | Coppe nazionali | Coppe continentali | Coppe continentali | Coppe continentali | Altre coppe | Altre coppe | Altre coppe | Totale | Totale |
| Stagione                | Squadra                 | Comp                    | Pres       | Reti       | Comp            | Pres            | Reti            | Comp               | Pres               | Reti               | Comp        | Pres        | Reti        | Pres   | Reti   |
| ----------------------- | ----------------------- | ----------------------- | ---------- | ---------- | --------------- | --------------- | --------------- | ------------------ | ------------------ | ------------------ | ----------- | ----------- | ----------- | ------ | ------ |
| 2002-2003               | Atalanta                | A                       | 0          | 0          | CI              | 0               | 0               | -                  | -                  | -                  | -           | -           | -           | 0      | 0      |
| 2003-2004               | Atalanta                | B                       | 6          | 0          | CI              | 0               | 0               | -                  | -                  | -                  | -           | -           | -           | 6      | 0      |
| 2004-2005               | Atalanta                | A                       | 32         | 1          | CI              | 8               | 9               | -                  | -                  | -                  | -           | -           | -           | 40     | 10     |
| 2005-2006               | Atalanta                | B                       | 30         | 4          | CI              | 4               | 1               | -                  | -                  | -                  | -           | -           | -           | 34     | 5      |
| Totale Atalanta         | Totale Atalanta         | Totale Atalanta         | 68         | 5          |                 | 12              | 10              |                    | -                  | -                  |             | -           | -           | 80     | 15     |
| 2006-gen. 2007          | Cesena                  | B                       | 14         | 1          | CI              | 2               | 0               | -                  | -                  | -                  | -           | -           | -           | 16     | 1      |
| gen.-giu. 2007          | Piacenza                | B                       | 13         | 3          | CI              | -               | -               | -                  | -                  | -                  | -           | -           | -           | 13     | 3      |
| 2007-2008               | Grosseto                | B                       | 40         | 8          | CI              | 1               | 0               | -                  | -                  | -                  | -           | -           | -           | 41     | 8      |
| 2008-2009               | Cagliari                | A                       | 36         | 2          | CI              | 2               | 0               | -                  | -                  | -                  | -           | -           | -           | 38     | 2      |
| 2009-2010               | Cagliari                | A                       | 33         | 6          | CI              | 1               | 0               | -                  | -                  | -                  | -           | -           | -           | 34     | 6      |
| 2010-2011               | Cagliari                | A                       | 30         | 1          | CI              | 2               | 0               | -                  | -                  | -                  | -           | -           | -           | 32     | 1      |
| Totale Cagliari         | Totale Cagliari         | Totale Cagliari         | 99         | 9          |                 | 5               | 0               |                    | -                  | -                  |             | -           | -           | 104    | 9      |
| 2011-2012               | Fiorentina              | A                       | 33         | 2          | CI              | 3               | 0               | -                  | -                  | -                  | -           | -           | -           | 36     | 2      |
| 2012-2013               | Udinese                 | A                       | 24         | 1          | CI              | 1               | 0               | UCL+UEL            | 0+4                | 0                  | -           | -           | -           | 29     | 1      |
| 2013-2014               | Udinese                 | A                       | 25         | 0          | CI              | 1               | 0               | UEL                | 4                  | 2                  | -           | -           | -           | 30     | 2      |
| Totale Udinese          | Totale Udinese          | Totale Udinese          | 49         | 1          |                 | 2               | 0               |                    | 8                  | 2                  |             | -           | -           | 59     | 3      |
| 2014-2015               | Fiorentina              | A                       | 3          | 0          | CI              | 0               | 0               | UEL                | 6                  | 0                  |             | -           | -           | 9      | 0      |
| Totale Fiorentina       | Totale Fiorentina       | Totale Fiorentina       | 36         | 2          |                 | 3               | 0               |                    | 6                  | 0                  |             | -           | -           | 45     | 2      |
| 2015-gen. 2016          | Carpi                   | A                       | 8          | 1          | CI              | 2               | 0               | -                  | -                  | -                  | -           | -           | -           | 10     | 1      |
| gen.-giu. 2016          | Bari                    | B                       | 9          | 1          | CI              | -               | -               | -                  | -                  | -                  | -           | -           | -           | 9      | 1      |
| ott. 2016-2017          | Pisa                    | B                       | 19         | 0          | CI              | 1               | 0               | -                  | -                  | -                  | -           | -           | -           | 20     | 0      |
| ott. 2017-2018          | Fano                    | C                       | 26         | 1          | CI-C            | -               | -               | -                  | -                  | -                  | -           | -           | -           | 26     | 1      |
| 2018-2019               | Fano                    | C                       | 25         | 0          | CI-C            | 2               | 0               | -                  | -                  | -                  | -           | -           | -           | 27     | 0      |
| Totale Fano             | Totale Fano             | Totale Fano             | 51         | 1          |                 | 2               | 0               |                    | -                  | -                  |             | -           | -           | 53     | 1      |
| dic. 2019-2020          | Vigor Senigallia        | Ecc.                    | 7          | 1          | -               | -               | -               | -                  | -                  | -                  | -           | -           | -           | 7      | 1      |
| 2020-2021               | Vigor Senigallia        | Ecc.                    | 1          | 0          | -               | -               | -               | -                  | -                  | -                  | -           | -           | -           | 1      | 0      |
| 2021-2022               | Vigor Senigallia        | Ecc.                    | 24         | 2          | -               | -               | -               | -                  | -                  | -                  | -           | -           | -           | 24     | 2      |
| 2022-2023               | Vigor Senigallia        | D                       | 20+1       | 0          | CI-D            | 1               | 0               | -                  | -                  | -                  | -           | -           | -           | 22     | 0      |
| Totale Vigor Senigallia | Totale Vigor Senigallia | Totale Vigor Senigallia | 52+1       | 2          |                 | 1               | 0               |                    | -                  | -                  |             | -           | -           | 54     | 0      |
| Totale carriera         | Totale carriera         | Totale carriera         | 406        | 32         |                 | 30              | 10              |                    | 14                 | 2                  |             | -           | -           | 450    | 44     |

## Palmarès

### Club

#### Competizioni giovanili
- Coppa Italia Primavera: 1

Atalanta: 2002-2003

#### Competizioni nazionali
- Campionato italiano di Serie B: 1

Atalanta: 2005-2006

#### Competizioni regionali
- Eccellenza Marche: 1

Vigor Senigallia: 2021-2022

### Individuale
- Capocannoniere della Coppa Italia: 1

2004-2005 (9 gol)